# Merseyside Maritime Museum

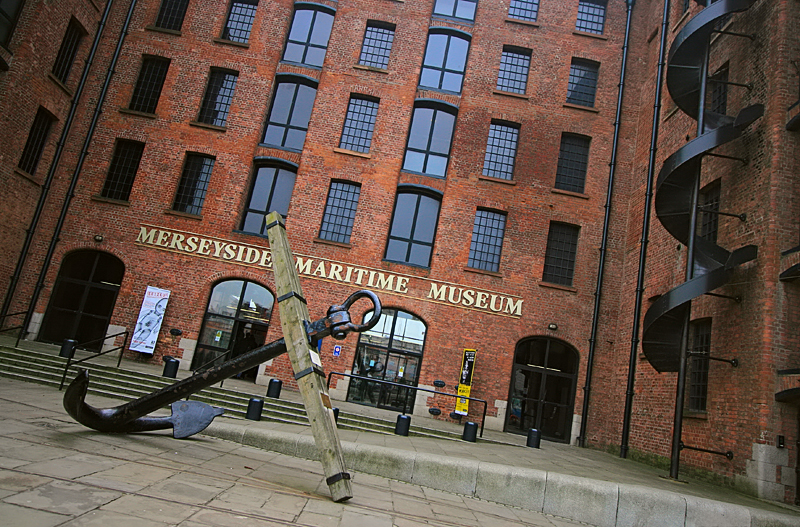

Het Merseyside Maritime Museum is een museum aan het Albert Dock in het Engelse Liverpool. Het museum is een ankerpunt op de 'Europese Route voor Industrieel Erfgoed'. Het museum werd geopend in 1984. Het museum belicht de maritieme geschiedenis, met onder andere de Titanic, de Lusitania en een verzameling scheepsposters.